# Мост Макино
Мост Макино (англ. Mackinac Bridge) — висячий мост, пересекающий пролив Макино, расположенный в северной части штата Мичиган. Является частью скоростной автодороги 75 (Су-Сент-Мари—Майами).

## Характеристика
Мост соединяет Сент-Игнас и Макино-Сити, расположенные по разные стороны пролива Макино соответственно на Верхнем и Нижнем полуострове. До введения в эксплуатацию моста оба берега соединялись паромной переправой.
Длина — 8 038 м. Длина основного пролёта — 1 158  м.
Имеет 4 ряда движения.
Строительство моста обошлось в 95 млн. долларов США (в эквиваленте 2013 года — 2,06 млрд.)